# Beccariella lasiantha
Beccariella lasiantha är en tvåhjärtbladig växtart som först beskrevs av Henri Ernest Baillon, och fick sitt nu gällande namn av André Aubréville. Beccariella lasiantha ingår i släktet Beccariella och familjen Sapotaceae. Inga underarter finns listade i Catalogue of Life.